# Панаджи
Панаджи́ (конкани पणजी, англ. Panaji, порт. Pangim) — столица индийского штата Гоа и административный центр Северного района Гоа. Расположен в устье реки Мандови. С населением 58 785 человек (114 759 вместе с пригородами) Панаджи является 3-м по населению городом штата Гоа после Маргао и Васко-да-Гама.

## История
В декабре 1961 года, после окончания португальского колониального правления, Панаджи вместе с остальной территорией Гоа был аннексирован Индией. В период между 1961—1987 гг. Панаджи являлся столицей союзной территории Гоа, Даман и Диу. С мая 1987 года стал столицей штата Гоа и административным центром Северного района Гоа. Впервые упомянут в 1107 году.
Панаджи изначально был небольшим пригородом Велья Гоа (Старого Гоа). В первой половине XVIII века, после нескольких эпидемий в этой столице португальской Индии, Панаджи постепенно приобретал все большее значение -- в 1759 году сюда было перенесено место наместника колонии, в 1843 году Панаджи стал столицей колонии и получил название Нова Гоа. После оккупации Гоа индийской армией в 1961 году Панаджи стал столицей союзных территорий Гоа, Даман и Диу.
Кроме того, Панаджи — крупнейший город в штате Гоа. Площадь составляет около 36 км², с населением около 60 000 человек (около 100 000 жителей с пригородами; данные за 2004 год); однако, благодаря многим правительственным учреждениям и организациям, число жителей значительно увеличилось.
Панаджи лежит на левом берегу реки Мандо. В центре города есть особенно много зданий в стиле португальской колониальной архитектуры. Другие архитектурные памятники находятся в непосредственной близости. На сегодня, Панаджи также является современным городом с растущим экономическим значением. 15 и 16 октября 2016 года в Панаджи прошёл восьмой саммит БРИКС.

## География
Высота Панаджи над уровнем моря колеблется от 7 до 60 метров ( 22-196 футов).

### Климат
Летом температура воздуха достигает 40 °C, зимой в среднем держится между 20 °С — 32 °C. Период Муссона — с июля до сентября, характеризуется сильными ливнями и ветрами.
| Показатель                 | Янв. | Фев. | Март | Апр. | Май   | Июнь  | Июль  | Авг.  | Сен.  | Окт.  | Нояб. | Дек. | Год    |
| -------------------------- | ---- | ---- | ---- | ---- | ----- | ----- | ----- | ----- | ----- | ----- | ----- | ---- | ------ |
| Абсолютный максимум, °C    | 36,0 | 37,8 | 38,8 | 39,6 | 37,4  | 35,4  | 31,9  | 31,2  | 34,2  | 36,3  | 37,0  | 35,4 |        |
| Абсолютный минимум, °C     | 15,7 | 16,8 | 17,3 | 21,2 | 21,3  | 21,0  | 21,4  | 21,5  | 21,4  | 20,0  | 17,0  | 15,5 |        |
| Норма осадков, мм          | 0,2  | 0,1  | 1,2  | 11,8 | 112,7 | 868,2 | 994,8 | 518,7 | 251,9 | 124,8 | 30,9  | 16,7 | 2932,0 |
| Источник: wunderground.com |      |      |      |      |       |       |       |       |       |       |       |      |        |

## Население

### Демографические данные
На 2001 год население города составляло 58 785 человек, 51 % мужчин и 49 % женщин. Уровень грамотности — 81 %, что выше, чем средний национальный уровень в 59,5 %. Грамотность среди мужчин составляет 85 %, среди женщин 77 %.
9 % населения — дети до 6 лет.
На апрель 2018 года население Панаджи с пригородами оценивается в 250 тысяч человек.

## Достопримечательности

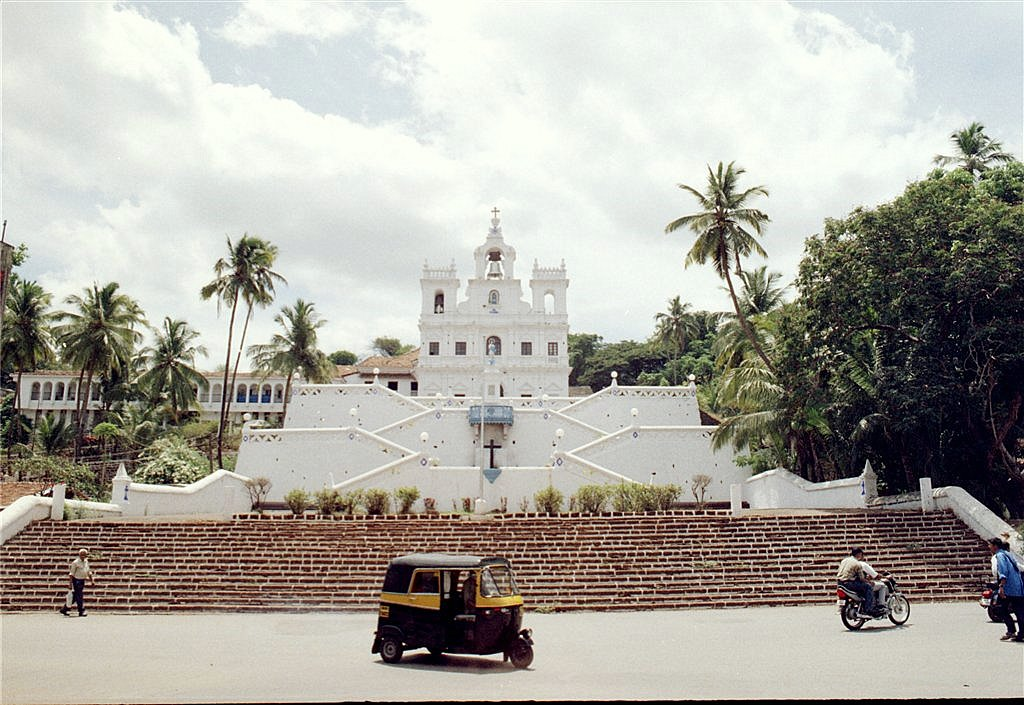
Церковь Непорочного зачатия Божьей Матери

Сердцем города является Площадь Церкви, где находится португальская церковь Непорочного зачатия Божьей Матери, построенная в 1541 году. Другие достопримечательности, начиная с шестнадцатого века, институт Менезес Браганса, храм Махалакшми, Мечеть Джама Масджид, часовня святого Себастьяна.
В феврале проходят карнавальные торжества, которые включают в себя красочный парад на улицах.
Известные места в Панаджи — это улица «18 июня роуд» (оживленный проезд в центре города и торговый район для туристов и местных жителей), площадь Мала, пляж Мирамар и Кала Академия (культурный центр, построенный архитектором Чарльзом Корреа). Кала Академии является местом, где проводятся выставки культуры и искусства                                                                                              Гоа.                                

## Образование
В пригороде Панаджи Телегайо расположен единственный в Гоа университет.

## Города-побратимы
- Акапулько, Мексика
- Лиссабон, Португалия